# Laurens Dassen
Laurens Antonius Josephus Maria (Laurens) Dassen (Eindhoven, 19 oktober 1985) is een Nederlands politicus. Hij is sinds 31 maart 2021 fractievoorzitter in de Tweede Kamer namens Volt Nederland.

## Jeugd en vroege loopbaan
Dassen werd in 1985 geboren in Eindhoven en groeide op in het Brabantse Knegsel.:6:04 Zijn vader werkte als directeur bij Philips, zijn moeder was basisschoollerares.:6:17 Dassen heeft een oudere zus en een jongere broer en hij haalde zijn havodiploma in 2003 aan het Veldhovense Sondervick College. Ook speelde hij in zijn jeugd voetbal bij de Knegselse Boys en speelde hij de bariton in een jeugdorkest.
Na de middelbare school ging Dassen naar de Eindhovense Fontys Hogeschool, maar stopte na een jaar om internationale economie aan de Universiteit Maastricht te studeren. In 2005 verliet hij ook die onderwijsinstelling na het ontvangen van een negatief bindend studieadvies in zijn eerste jaar en ging hij bedrijfskunde studeren aan de Nijmeegse Radboud Universiteit, waar hij in 2011 afstudeerde. In zijn studententijd was Dassen lid van de studentenvereniging N.S.V. Carolus Magnus, volgde hij een half jaar stage bij een IT-bedrijf in India en deed hij mee aan de Harvard Model United Nations in 2009 als onderdeel van de delegatie van United Netherlands.
In 2012, na zijn studie, kreeg hij een baan bij ABN AMRO, waar Dassen zich aanvankelijk bezighield met risicobeheersing en het voorkomen van witwassen en terrorismefinanciering. Ook werkte hij vijf maanden in Dubai voor de bank. Toen hij in september 2018 zijn baan opzegde, bekleedde Dassen de functie app- en webontwikkelaar. In 2020 keerde hij voor een paar maanden parttime terug bij ABN AMRO.

## Politiek
Op enig moment begon Dassen zich zorgen te maken over opkomend nationalisme en populisme in sommige landen, Brexit en de verkiezing van Trump, waarna hij zich in politiek ging verdiepen.:6:46 Hij kon zich niet vinden in de bestaande partijen en werd in februari 2018 lid en vrijwilliger van Volt Europa dat een Nederlandse afdeling wilde oprichten. Dassen was een van de oprichters van Volt Nederland op 23 juni 2018 en werd penningmeester. In september zegde hij zijn baan bij ABN AMRO op om zich volledig op de politiek te kunnen richten en even later werd hij ook secretaris van Volt Nederland. Dassen volgde Reinier van Lanschot op als partijvoorzitter op 15 december 2018, toen Van Lanschot gekozen was tot lijsttrekker voor de Europese Parlementsverkiezingen. Dassen wil met Volt de Nederlandse politiek 'naar Europees niveau tillen' en Europeanen met elkaar verbinden. Zelf stond Dassen als nummer drie op de kieslijst. Volt Nederland haalde 1,93% van de stemmen, niet genoeg voor een zetel in het Europees Parlement.

### Lid Tweede Kamer
Door de leden van de Nederlandse tak van Volt werd Dassen op 6 juni 2020 tot lijsttrekker verkozen voor de Tweede Kamerverkiezingen van 2021. Dassen had het in de campagne over onderwerpen als klimaat, migratie, veiligheid en sociale ongelijkheid – grensoverschrijdende thema's, die volgens hem een Europese oplossing vereisen. Hij wilde zich niet als links of rechts profileren; een dergelijk onderscheid beschouwt hij als "oude politiek". Volt won drie zetels bij de verkiezingen en Dassen werd op 31 maart beëdigd als Kamerlid. Hij werd fractievoorzitter van Volt in de Tweede Kamer en gaf aan dat zijn partij als nieuwkomer in de Tweede Kamer niet openstond voor kabinetsdeelname. Tijdens de algemene politieke beschouwingen in 2022 werd een motie van Volt en D66 aangenomen om €100 miljoen beschikbaar te stellen voor lunches op school.
Dassen kwam tijdens zijn eerste ambtstermijn met verschillende voorstellen om corruptie te voorkomen en de politieke cultuur te hervormen. In september 2021 dienden Dassen en een aantal collega's een motie in, die door de Tweede Kamer werd aangenomen, om een tweejarig lobbyverbod in te voeren voor bewindspersonen na afloop van hun termijn. Het was in reactie op aanbevelingen van de Groep van Staten tegen Corruptie en op het aftreden van minister Cora van Nieuwenhuizen om energielobbyist te worden. Dassen en onafhankelijke Kamerlid Pieter Omtzigt publiceerden in mei 2022 een plan om corruptie tegen te gaan onder kabinetsleden en andere topambtenaren. Hun voorstel bevatte een uitbreiding van de integriteitsregels, de introductie van een gedragscode en een orgaan om deze te handhaven en de instelling van een lobbyregister met daarin ook alle ontmoetingen met politici. Een motie om een dergelijk register in te stellen werd aangenomen door de Tweede Kamer, maar minister van Binnenlandse Zaken en Koninkrijksrelaties Hanke Bruins Slot besloot deze niet uit te voeren. De Volkskrant berichtte dat sommige andere voorstellen van Dassen en Omtzigt waren overgenomen door minister Bruins Slot voor haar wetsvoorstel voor een tweejarig lobbyverbod voor bewindspersonen. De sancties die zij hadden voorgesteld in het geval van overtreding waren echter niet opgenomen. Ook stelde Dassen met Gert-Jan Segers van de ChristenUnie in een opiniestuk voor om het vertrouwen in de politiek te vergroten door de informatievoorziening van de Tweede Kamer te verbeteren en het aantal leden te verhogen van 150 naar 200. Dassen presenteerde in augustus 2023 een initiatiefnota met Segers' opvolger, Mirjam Bikker. Hierin stelden zij voor het zetelaantal van de Tweede Kamer te verhogen van 150 naar 250, het parlement eerder te betrekken bij nieuwe wetgeving en meer debatten over grotere vraagstukken te houden zoals over de effecten van kunstmatige intelligentie. Volgens Dassen waren de verantwoordelijkheden van Kamerleden breder geworden, deels door sociale media.
Tijdens Dassens fractievoorzitterschap schorste de partij Kamerlid Nilüfer Gündoğan naar aanleiding van beschuldigingen van grensoverschrijdend gedrag. Toen ze in februari 2022 na een onderzoek definitief uit de fractie werd gezet, deed Gündoğan aangifte tegen Dassen, Volt en de beschuldigers wegens smaad en laster. Een rechter sprak uit dat ze niet uit de fractie gezet had mogen worden, waarop Dassen zijn excuses aanbood aan Gündoğan. Later verklaarde Dassen dat verzoening alleen plaats kon vinden als de aangifte zou worden ingetrokken. In maart werd Gündoğan alsnog uit de fractie gezet na een stemming binnen diezelfde fractie, waarbij Dassen de stap steunde en de relatie "duurzaam ontwricht" noemde. Het conflict zorgde ervoor dat de tevredenheid over Dassen onder Voltstemmers volgens EenVandaag en Ipsos daalde van 96% naar 74%. In 2023 stelde de rechter Volt in het gelijk in hoger beroep en maakte daarmee het eerdere besluit van de rechtbank ongedaan.
Toen de val van het kabinet-Rutte IV leidde tot vroegtijdige verkiezingen in november 2023, maakte Dassen zijn wens kenbaar om wederom lijsttrekker te zijn. Volts bestuur droeg hem vervolgens voor en de partijleden keurden het voorstel goed met 98% steun. Op het partijcongres zei Dassen dat radicale keuzes nodig zijn om klimaatverandering tegen te houden en om het Nederlandse fiscale systeem te hervormen. Hij pleitte voor de vervanging van het toeslagensysteem door een basistoelage voor elke inwoner, die hij als opstapje tot een basisinkomen beschreef. Ook verdedigde hij een schuldenpardon door de overheid voor mensen met problematische schulden.